# Zamboanga du Sud
Zamboanga del Sur est une province des Philippines.

## Villes et municipalités
Municipalités
- Aurora
- Bayog
- Dimataling
- Dinas
- Dumalinao
- Dumingag
- Guipos
- Josefina
- Kumalarang
- Labangan
- Lakewood
- Lapuyan
- Mahayag
- Margosatubig
- Midsalip
- Molave
- Pitogo
- Ramon Magsaysay
- San Miguel
- San Pablo
- Sominot
- Tabina
- Tambulig
- Tigbao
- Tukuran
- Vincenzo A. Sagun

Villes
- Pagadian
- Zamboanga